# أرنب شرقي
أرنب شرقي أو الأرنب الشرقي قطني الذيل (الإسم العلمي:Sylvilagus floridanus)، هو نوع من الثدييات يتبع فصيلة الأرانب ضمن رتبة الأرنبيات. وهو أحد الأرانب الشائعة في أمريكا الشمالية.